# NGC 6250
NGC 6250 ist ein offener Sternhaufen (Typdefinition „IV3p“) im Sternbild Altar und etwa 865 Parsec von der Erde entfernt. Er wurde am 1. Juli 1834 von John Herschel mit einem 18-Zoll-Spiegelteleskop entdeckt, der dabei „cluster class VIII; loose and straggling; place that of a double star in central more condensed group; has a 8th mag star S.f. 5′ and another 7th mag more remote“ notierte.